# スポンジ (テレビ番組)
スポンジ（스펀지、Sponge）は、KBS（韓国放送公社）第2テレビで毎週土曜日18時40分から放送されていたバラエティ番組。2003年11月から2012年9月21日まで放送された。この番組は「インフォテインメント」（情報娯楽番組）と銘打ち、思いもしなかったような意外なトリビア（雑学、豆知識）を紹介している。また視聴者からインターネットなどを通じて番組に送られた世間に知られていないトリビアも多数紹介される。
2007年秋、番組はリニューアルし、『スポンジ 2.0』とタイトルを変更しフォーマットも一新させた。この時期はクイズなどを廃止し、再現ドラマなどで生活情報や雑学を紹介するようになった。2010年春の改編ではさらに『スポンジ0』に変更して、原点回帰として視聴者から提供されたトリビアや生活のアイデアを鑑定したり実験したりしている。最終的には番組名を『スポンジ』に戻し、2012年9月21日に放送終了した。

## 司会者
司会は2011年現在で2人いる。
- Lee Hui Jae
- Kim Kyung-ran

このほか毎週芸能人などのゲスト司会者が登場する。このメンバーは司会者としては四代目にあたる。過去の司会者は全てKBSのアナウンサーであった。
- 一代目: Hwang Soo-kyung
- 二代目: Kim Kyung-ran
- 三代目: Koh Min-jung

## フォーマット
以下のものは2007年にリニューアルされる前の『スポンジ』時代のフォーマットである。
番組はクイズ形式で送られる。トリビアは、まず一部が空欄で隠された状態で紹介される。歌手・コメディアン・俳優などのゲスト回答者は空欄に入る言葉を考える。全員が回答を見せた後、空欄に入る正解が発表され、次いでそのトリビアが真実であることを証明する「確認VTR」が流される。
ビデオのあと、50人の一般人審査員がそのトリビアの興味深さを星（1つ ～ 5つ）の数で品評する。5つ星をもらったトリビアを投稿した視聴者には現金100万ウォンが贈られる。

### セルフスポンジ
「セルフスポンジ」のコーナーは、視聴者がおのおのの知っているトリビアを、自宅で実験してみた映像とともに投稿するコーナー。「スポンジ」はポータルサイトのNaverと提携しており、実験映像はインターネットを通じて投稿できる。毎週、3件の「セルフスポンジ」が紹介され、ゲストがその中から一人の優勝者を選ぶ。

### トップウェブサーチ
毎週番組の最後には、その週にNaverで最も検索された言葉が紹介される。

## 「トリビアの泉」の盗作疑惑
「スポンジ」が「新しいタイプの煽情性のないバラエティ」として2003年11月8日に放送開始された直後から、韓国の視聴者の間で、日本のフジテレビジョンの「トリビアの泉 〜素晴らしきムダ知識〜」からの盗作疑惑が指摘された。「トリビアの泉」は「スポンジ」に先立つ2002年10月より放送され、2003年夏にゴールデンタイムに移動し人気番組となっていたため韓国でも知られていたが、「トリビアを紹介し再現VTRで実証する」という番組のコンセプトや、VTRの低くゆっくりしたナレーションの声の調子など様々な点が酷似していると指摘された。
これにフジテレビも関心を示し、11月半ばに盗作の有無に関する質問状をファックスでKBS側に送付したが、KBSのプロデューサーは11月19日、KBSで同様のトリビア番組を1998年にも手がけていること、類似点は偶然の一致に過ぎないことを述べて疑惑を否定した。しかしその後、番組のフォーマットには変更が加えられている。